# Municipio de Providence (Minnesota)
El municipio de Providence (en inglés: Providence Township) es un municipio ubicado en el condado de Lac qui Parle en el estado estadounidense de Minnesota. En el año 2010 tenía una población de 169 habitantes y una densidad poblacional de 1,81 personas por km².

## Geografía
El municipio de Providence se encuentra ubicado en las coordenadas 44°50′38″N 96°9′2″O / 44.84389, -96.15056. Según la Oficina del Censo de los Estados Unidos, el municipio tiene una superficie total de 93.36 km², de la cual 93,33 km² corresponden a tierra firme y (0,03 %) 0,03 km² es agua.

## Demografía
Según el censo de 2010, había 169 personas residiendo en el municipio de Providence. La densidad de población era de 1,81 hab./km². De los 169 habitantes, el municipio de Providence estaba compuesto por el 100 % blancos. Del total de la población el 0 % eran hispanos o latinos de cualquier raza.